# ده‌نو علی‌خان (زابل)
 دهنو علی خان ، روستایی است از توابع بخش مرکزی  شهرستان هیرمند  در استان سیستان و بلوچستان.
این روستا در دهستان جهان آباد قرار دارد و بر اساس سرشماری سال ۱۳۸۵ جمعیت آن (۱۷۹ خانوار) ۹۴۰ نفر 
بوده است.